# Lasaeola tristis
Lasaeola tristis Hahn, 1833 è un ragno appartenente alla famiglia Theridiidae.

## Distribuzione
La specie è stata rinvenuta in varie località della regione che va dall'Europa all'Asia centrale.

## Tassonomia
Non sono stati esaminati esemplari di questa specie dal 2012.
Attualmente, a dicembre 2013, è nota una sola sottospecie:
- Lasaeola tristis hissariensis (Charitonov, 1951) - Russia, Asia centrale